# Dromiaulis
Dromiaulis là một chi bướm đêm thuộc họ Cosmopterigidae.